# Gružeikiai
Gružeikiai – przystanek kolejowy w miejscowości Gručeikiai, w rejonie kłajpedzkim, w okręgu kłajpedzkim, na Litwie. Położony jest na linii Kretynga – Kłajpeda – Pojegi.